# Nhà thờ Thánh Anna ở Kraków
Nhà thờ Thánh Anna (tiếng Ba Lan: Kolegiata św. Anny) là một nhà thờ Công giáo La Mã nằm tại số 13 phố Świętej Anny, trong khu phố cổ Kraków, Ba Lan. Đây là một trong những công trình tiêu biểu đại diện cho kiến trúc Baroque Ba Lan có từ thế kỷ 17, tuy nhiên lịch sử của nhà thờ này đã bắt đầu từ thế kỷ 14. Kiến trúc sư chịu trách nhiệm thiết kế nhà thờ là Tylman van Gameren.

## Lịch sử
Nhà thờ Thánh Anna lần đầu tiên được nhắc đến trong một chứng thư hiến tặng của Sulisław I Nawoja của Grodziec vào năm 1381. Năm 1407, nhà thờ bị phá hủy hoàn toàn trong một trận hỏa hoạn, nhưng may thay vua Władysław II Jagiełłonó của Ba Lan đã cho xây lại nhà thờ theo phong cách Gothic cũng trong năm đó. Từ đó, nhà vua cũng chính thức sát nhập nhà thờ với Đại học Jagiellonia bằng cách trao cho nhà thờ quyền bổ nhiệm cha xứ. Năm 1428, vị trí đứng của đội hợp xướng trong nhà thờ đã được cơi nới và trùng tu lại. Theo một hiến chương ngày 27 tháng 10 năm 1535, nhà thờ Thánh Anna được nâng cấp lên thành nhà thờ kinh sĩ đoàn.
Năm 1689, nhà thờ đã bị đập bỏ do không còn đủ sức chứa cho một lượng tín đồ ngày một đông của Thánh Gioan Kenty, một vị thánh bảo trợ cho Đại học Jagiellonian. Đức Gioan Kenty cũng được an táng ngay tại đại học này. Từ năm 1689 đến năm 1705, người ta đã cho xây lại nhà thờ theo kiến trúc Baroque. Nhà thờ mới được xây theo nguyên mẫu của tiểu vương cung thánh đường Sant'Andrea della Valle tại Ý. Lần này, người thiết kế nhà thờ là một kiến trúc sư người Ba Lan gốc Hà Lan, Tylman van Gameren. Ông đồng thời cũng là một kiến trúc sư rất được trọng dụng dưới thời quốc vương Jan III Sobieski của Ba Lan. Việc trang hoàng bên trong nhà thờ được thực hiện bởi kiến trúc sư Baldassarre Fontana. Ngoài ra, những khối màu đa sắc rực rỡ mà thanh tao trong nhà thờ còn được điểm tô bởi những họa sĩ đến từ thị trấn Nysa, đó là: Carlo, Innocente Monti và Karl Dankwart. Riêng bức họa Thánh Anna ở bệ thờ phía trên cao là tác phẩm của Jerzy Siemiginowski-Eleuter, một họa sĩ cung đình dưới thời vua Jan III Sobieski của Ba Lan. Ở vị trí đứng của dàn hợp xướng có những bức tranh miêu tả cuộc đời của Thánh Anna, có niên đại từ thế kỷ 18 và được họa bởi Szymon Czechowicz. Về phía bên trái của cánh ngang (transept) nhà thờ là một bàn thờ Thánh giá, còn ở bên phải là lăng của Thánh Gioan Kenty.

## Bộ sưu tập

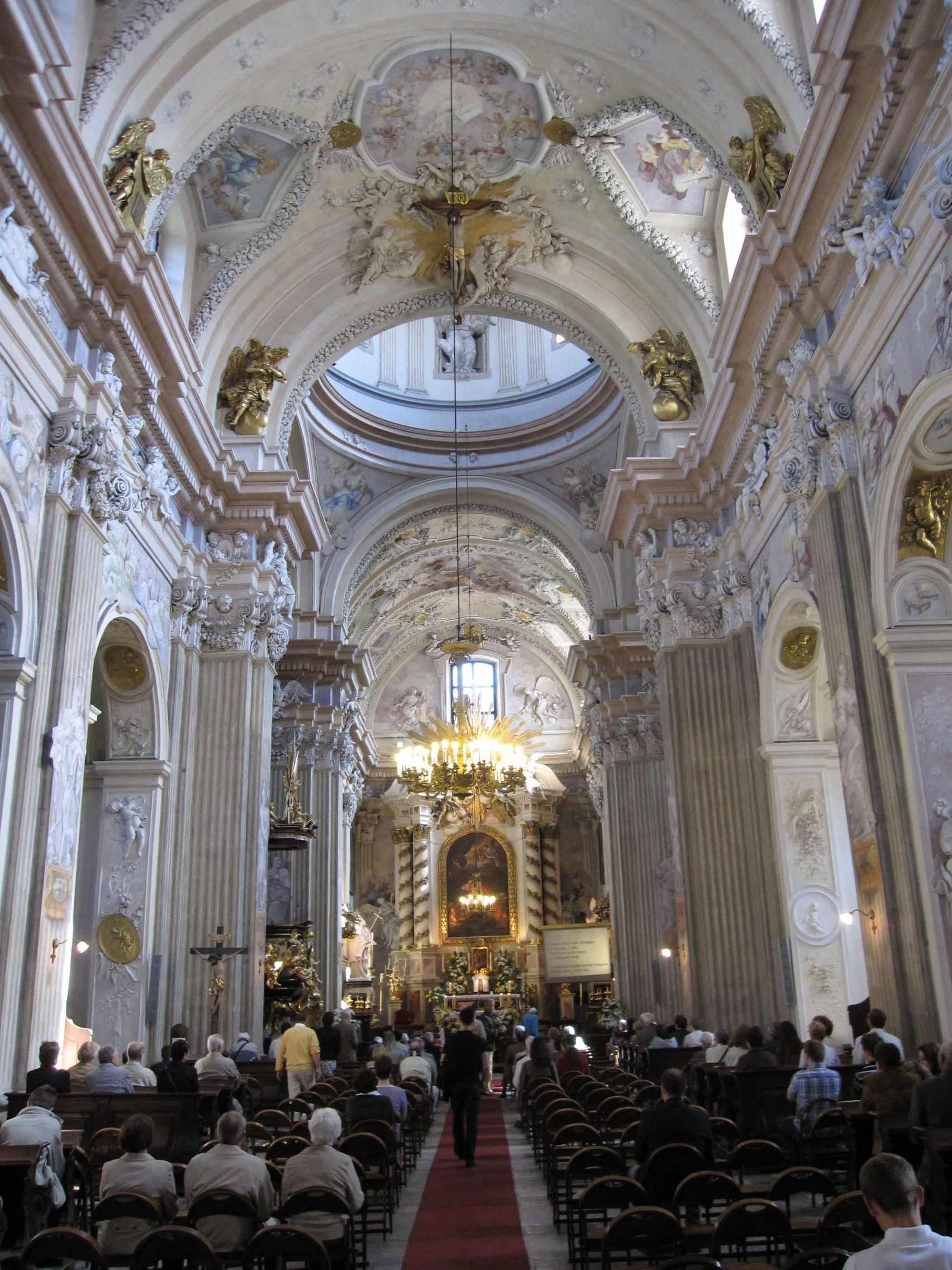
Bên trong nhà thờ
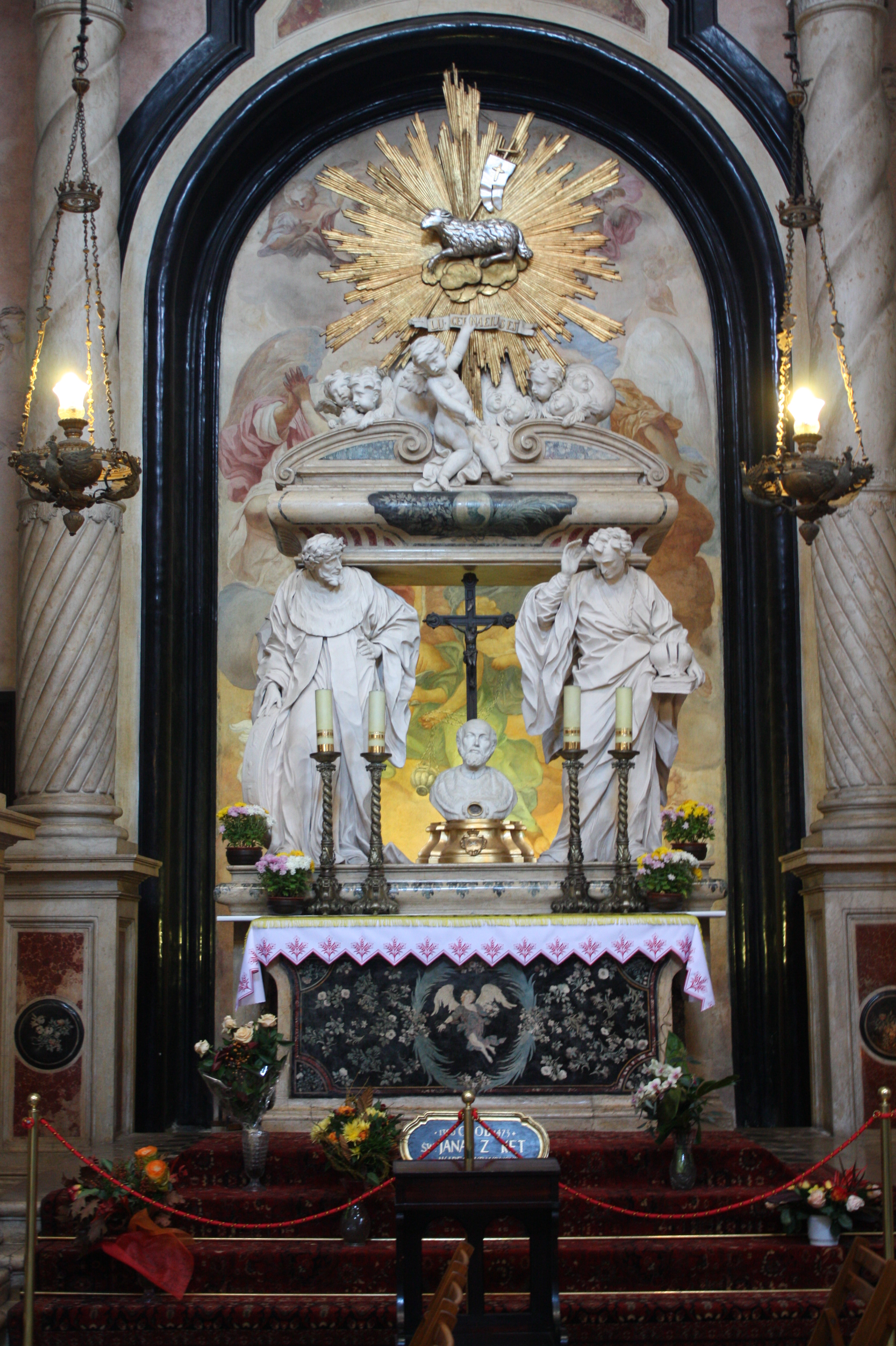
Lăng Thánh Gioan Kenty
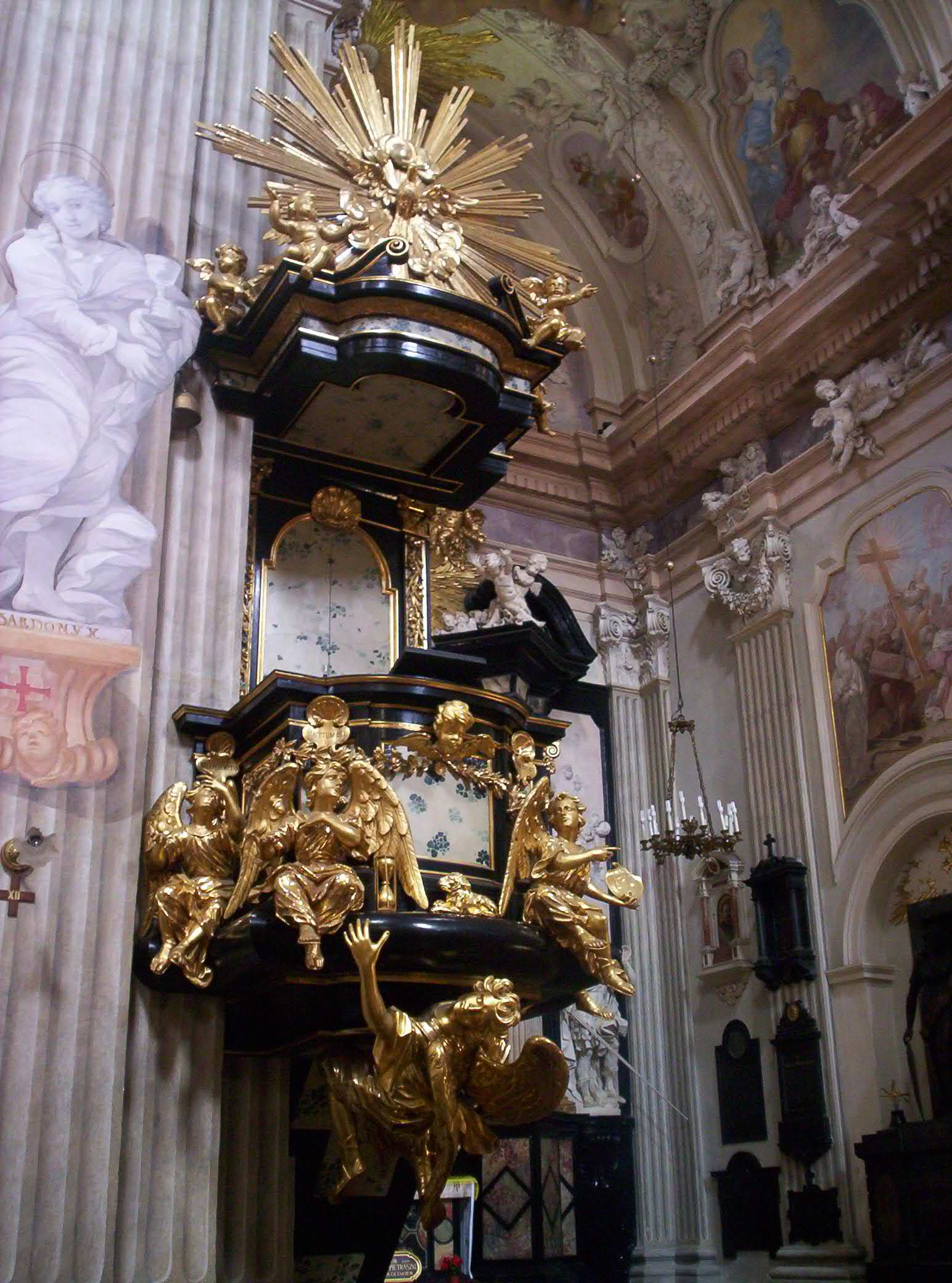
Bục giảng nhà thờ

## Tác phẩm văn học
- Watkins, Richard (2006). Best of Krakow. Lonely Planet. tr. 64 pages. ISBN 978-1-74104-822-3.